# Patrick Muldoon
Patrick Muldoon, all'anagrafe William Patrick Muldoon III (San Pedro, 27 settembre 1968), è un attore e cantante statunitense, noto per il film Starship Troopers - Fanteria dello spazio e per la sua partecipazione a Melrose Place.

## Biografia
Nato in California, si laurea nel 1991 alla University of Southern California. Ha origini irlandesi da parte di padre e croate da parte di madre. Debutta in alcuni episodi di Bayside School, in seguito recita nella soap opera I giorni della nostra vita, nel ruolo di Austin Reed.
Grazie alla popolarità acquisita per il ruolo di Richard Hart nel serial Melrose Place, nel 1997 ottiene una parte in Starship Troopers - Fanteria dello spazio di Paul Verhoeven, dove recita al fianco di Denise Richards con la quale è stato legato per alcuni anni, in seguito recita nel film horror Stigmate e nel film d'azione Rischio mortale al fianco di Roy Scheider.
Negli anni seguenti recita nei film di Uwe Boll Blackwoods e Heart of America.
È il cantante della rock band The Sleeping Masses.

## Filmografia

### Attore

#### Cinema
- Starship Troopers - Fanteria dello spazio (Starship Troopers), regia di Paul Verhoeven (1997)
- Stigmate (Stigmata), regia di Rupert Wainwright (1999)
- Bad Karma, regia di John Hough (2002)
- Un fidanzato per Natale (A Boyfriend for Christmas), regia di Kevin Connor (2004)
- Spiders 3D, regia di Tibor Takács (2013)
- C'era una truffa a Hollywood (The Comeback Trail), regia di George Gallo (2020)
- Vanquish, regia di George Gallo (2021)
- Dakota, regia di Kirk Harris (2022)
- Detective Marlowe (Marlowe), regia di Neil Jordan (2022)

#### Televisione
- Bayside School – serie TV, 3 episodi (1991)
- Il tempo della nostra vita (Days of Our Lives) – serial TV, 496 puntate (1992-1995, 2011-2012)
- Melrose Place – serie TV, 35 episodi (1995-1996)
- Ice Spiders, regia di Tabor Takacs – film TV (2007)
- Uno sconosciuto alla mia porta (Point of Entry), regia di Stephen Bridgewater – film TV (2008)
- Verdetto fatale (Fatal Acquittal), regia di Sam Irvin – film TV (2014)
- Non si gioca con morte (Finder Keepers), regia di Alexander Yellen – film TV (2014)
- A Christmas Reunion, regia di Sean Olson – film TV (2015)
- Il segreto del suo passato (His Secret Past), regia di Randy Carter – film TV (2016)
- Un'ex pericolosa - Boyfriend Killer (Boyfriend Killer), regia di A. Darnay – film TV (2017)
- A Tale of Two Coreys, regia di Steven Huffaker – film TV (2018)

### Produttore
- C'era una truffa a Hollywood (The Comeback Trail), regia di George Gallo (2020)

## Doppiatori italiani
- Donato Sbodio in Detective Marlowe
- Giuliano Bonetto in Bernie il delfino